# میشن بیچ، کوئینزلند
میشن بیچ (به انگلیسی: Mission Beach) یک شهرک در استرالیا است که در کوئینزلند واقع شده‌است.